# Freddy Hall
Frederick Michael George Hall (Saint George, 3 marzo 1985 – Saint George, 26 aprile 2022) è stato un calciatore bermudiano, di ruolo portiere.

## Biografia
È morto in un incidente d'auto avvenuto a Bermuda.